# Slovenske Regionalne Lige
Le Slovenske regionalne lige ("leghe regionali slovene") costituiscono la quarta serie del campionato sloveno di calcio. Sono state istituite nel 1991, dopo l'indipendenza della Slovenia; è gestita dalle Medobčinske nogometne zveze – MNZ della Federazione nazionale (Nogometna zveza Slovenije). Le vincenti vengono promosse in Tretja slovenska nogometna liga.

## Leghe regionali
Attuali
- Lega calcistica del litorale (in sloveno Enotna primorska nogometna liga), comprendente squadre del litorale sloveno.
- Lega regionale di Lubiana (in sloveno Regionalna Ljubljanska liga), comprendente squadre della Bassa Carniola e della Carniola interna.
- Lega calcistica del Pomurska (in sloveno Pomurska nogometna liga), comprendente squadre del Prekmurje. La lega fu soppressa nel 2013, per poi essere ricostituita nel 2019.
- Lega calcistica dell'Alta Carniola (in sloveno Gorenjska nogometna liga), comprendente squadre dell'Alta Carniola.
- Superlega di Ptuj (in sloveno Super liga MNZ Ptuj), comprendente squadre della MNZ Ptuj.

Passate
- Lega calcistica della Stiria (in sloveno Štajerska nogometna liga), che comprendeva squadre della Stiria e Carinzia. La lega fu soppressa nel 2014 e sostituita dalle leghe intercomunali.

## Albo d'oro
| Stagione  | Lubiana        | Litorale              |
| --------- | -------------- | --------------------- |
| 1991–92   | Radomlje       | Adria                 |
| 1992–93   | Mengeš         | Branik Šmarje         |
| 1993–94   | Črnuče         | Jadran Hrpelje-Kozina |
| 1994–95   | Kolpa          | Ilirska Bistrica      |
| 1995–96   | Ilirija        | Idrija                |
| 1996–97   | Belinka        | Ankaran Hrvatini      |
| 1997–98   | Ivančna Gorica | Korte                 |
| 1998–99   | Grosuplje      | Komen                 |
| 1999–2000 | Vrhnika        | Bilje                 |
| 2000–01   | Litija         | Izola                 |
| 2001–02   | Slovan Lubiana | Tolmin                |
| 2002–03   | Radomlje       | Košana                |
| 2003–04   | Kolpa          | Cerknica              |

| Stagione | Lubiana         | Stiria            | Litorale              | Pomurska        | Alta Carniola | Ptuj          |
| -------- | --------------- | ----------------- | --------------------- | --------------- | ------------- | ------------- |
| 2004–05  | Ihan            | Malečnik          | Bonifika              | Odranci         | Visoko        | Non disputato |
| 2005–06  | Tabor 69        | Šentjur           | Portorož Piran        | Odranci         | Zelezniki     | Non disputato |
| 2006–07  | Olimpia Lubiana | Šmartno           | Tolmin                | Roma            | Kranj         | Non disputato |
| 2007–08  | Kamnik          | Šampion Celje     | Tabor Sežana          | Čarda           | Sava Kranj    | Non disputato |
| 2008–09  | Svoboda         | Zreče             | Ankaran Hrvatini      | Tromejnik Kuzma | Lesce         | Non disputato |
| 2009–10  | Lubiana         | Bistrica          | Non disputato         | Grad            | Naklo         | Non disputato |
| 2010–11  | Svoboda         | Zavrč             | Ilirska Bistrica      | Rakičan         | Jesenice      | Non disputato |
| 2011–12  | Rudar Trbovlje  | Šmarje pri Jelšah | Non disputato         | Beltinci        | Sava Kranj    | Non disputato |
| 2012–13  | Jezero Medvode  | Šentjur           | Cerknica              | Nafta 1903      | Sava Kranj    | Drava Ptuj    |
| 2013–14  | Komenda         | Fužinar           | Bilje                 | Non disputato   | Lesce         | Stojnci       |
| 2014–15  | Bravo           | Non disputato     | Vipava                | Non disputato   | Bitnje        | Videm         |
| 2015–16  | Jevnica         | Non disputato     | Postumia              | Non disputato   | Velesovo      | Cirkulane     |
| 2016–17  | Tabor 69        | Non disputato     | Korte                 | Non disputato   | Bohinj        | Gerečja vas   |
| 2017–18  | Svoboda         | Non disputato     | Koper                 | Non disputato   | Žiri          | Cirkulane     |
| 2018–19  | Kočevje         | Non disputato     | Ankaran Hrvatini      | Non disputato   | Bohinj        | Podvinci      |
| 2019–20  | Interrotto      | Non disputato     | Interrotto            | Interrotto      | Interrotto    | Interrotto    |
| 2020–21  | Interrotto      | Non disputato     | Interrotto            | Interrotto      | Interrotto    | Interrotto    |
| 2021–22  | Vrhnika         | Non disputato     | Jadran Hrpelje-Kozina | Ljutomer        | Visoko        | Boc Poljcane  |
| 2022–23  | Kočevje         | Non disputato     | Jadran Hrpelje-Kozina | Hotiza          | Jesenice      | Hajdina       |
| 2023–24  | Rudar Trbovlje  | Non disputato     | Bistrc                | Čarda           | Kranj         | Ormož         |

1. 1 2  Le competizioni non vennero ultimate a causa della pandemia di COVID-19 in Slovenia.